# Bebe Moore Campbell
Bebe Moore Campbell (18 de fevereiro de 1950 - 27 de novembro de 2006) foi uma autora, jornalista e professora americana. Campbell foi o autor de três best-sellers do New York Times : Brothers and Sisters, Singing in the Comeback Choir e What You Owe Me, que também foi um "Melhor Livro de 2001" do Los Angeles Times . Seus outros trabalhos incluem o romance Your Blues Ain't Like Mine, que foi um Livro Notável do Ano do New York Times e vencedor do NAACP Image Award for Literature; suas memórias, Sweet Summer: Growing Up With and Without My Dad ; e seu primeiro livro de não ficção, Success Women, Angry Men: Backlash in the Two-Carreer Marriage . Seus ensaios, artigos e trechos aparecem em muitas antologias.

## Infância e educação
Nascida Elizabeth Bebe Moore, filha única, e criada na Filadélfia, Pensilvânia, ela se formou na Philadelphia High School for Girls e obteve um diploma de bacharel em educação primária pela Universidade de Pittsburgh. Ela era um membro honorário da irmandade Alpha Kappa Alpha.

## Carreira
As obras de ficção de Campbell costumavam transmitir o impacto prejudicial que o racismo infligiria aos indivíduos e seus relacionamentos. Em 1992, Campbell's lançaria seu primeiro e mais aclamado romance, Your Blues Ain't Like Mine, que foi descrito como um dos livros mais influentes de 1992 pela revista The New York Times. Este livro, inspirado no assassinato de Emmett Till em 1955, descreve os impactos desse crime sem sentido vivido pela família da vítima. Campbell, inspirada pelo espancamento de Rodney King e pelos tumultos subsequentes em Los Angeles, escreveu seu segundo romance intitulado Brothers and Sisters. Este romance seria nomeado como um best-seller da The New York Times Magazine apenas duas semanas após seu lançamento em 1994.
O interesse de Campbell pela saúde mental foi o catalisador de seu primeiro livro infantil, Às vezes, minha mãe fica com raiva, publicado em setembro de 2003. Este livro ganhou o Prêmio de Literatura de Destaque da National Alliance on Mental Illness (NAMI) em 2003. O livro conta a história de como uma garotinha lida com o fato de ser criada por sua mãe doente mental. Campbell foi membro da National Alliance for the Mentally Ill e membro fundador da NAMI-Inglewood. Seu livro 72 Hour Hold também lida com doenças mentais. Sua primeira peça, Even with the Madness, estreou na cidade de Nova York em junho de 2003. Este trabalho revisitou o tema da doença mental e a família. Como jornalista, Campbell escreveu artigos para The New York Times Magazine, The Washington Post, Los Angeles Times, Essence, Ebony, Black Enterprise, bem como outras publicações. Ela era comentarista regular do Morning Edition, um programa da National Public Radio.

## Vida pessoal e morte
Campbell morava em Los Angeles, Califórnia, com seu marido, Ellis Gordon Jr.; eles criaram dois filhos, um filho, Ellis Gordon III, e uma filha, a atriz Maia Campbell, do casamento anterior de Campbell com Tiko Campbell. Maia Campbell é mais conhecida por seu papel como "Tiffany" em In the House. Bebe Moore Campbell morreu de câncer no cérebro, aos 56 anos, em 27 de novembro de 2006, e foi enterrada no Inglewood Park Cemetery, Inglewood, Califórnia. Sua citação favorita sobre ser escritora era: "A disciplina é a serva da inspiração". 
Os arquivos pessoais de Campbell estão alojados na coleção Bebe Moore Campbell no Centro de Serviços de Arquivos da Universidade de Pittsburgh.

## Trabalhos selecionados
| - Your Blues Ain't like Mine (1992) - Brothers and Sisters (1994) - Singing in the Comeback Choir (1998) - What You Owe Me (2001) - 72 Hour Hold (2005) - Sometimes My Mommy Gets Angry (2003) - Stompin' at the Savoy (2006) - Successful Women, Angry Men: Backlash in the Two-Career Marriage (1986) - Sweet Summer: Growing Up with and without My Dad (1989) - Sugar on the Floor - Old Lady Shoes - "Staying in the Community" (1989) - "Daddy's Girl" (1992) - "Remember the 60's?" (1992) - "Brothers and Sisters" (1993) - "I Felt Rage – Then Fear" (1993) - "Only Men can Prevent Spousal Abuse" (1994) - "Coming Together: Can We See Beyond the Color of Our Skin?" (1995) - "The Boy in the River" (1999) - "Poor Health of African Americans" (2000) |